# Clareismo

## Clareismo
O Clareismo é uma religião e sistema filosófico espiritual fundado por Clarius na terceira década do século XXI (2025).  As escrituras centrais da tradição são reunidas sob o nome de Clarium, do qual o Livro segundo Clarius é a primeira obra publicada.

### Fundador
Clarius é o fundador do Clareismo, desenvolvendo uma doutrina que integra filosofia racionalista, misticismo introspectivo e teologia existencial, com ênfase na centelha divina presente em cada ser humano.

### Doutrina
O Clareismo defende que:
- O Universo é divino, e cada ser contém uma centelha da totalidade;
- Virtudes centrais: razão, disciplina e silêncio;
- Destino pré-determinado, compreendido por autoconhecimento;
- Corpo transitório, alma eterna.

### Escrituras
O Clarium apresenta ensinamentos de Clarius, incluindo:
1. "Eu pedi ao Universo que tivesse uma visão; e foi me concebido."  2. "No princípio não existia coisa alguma, apenas o abismo."  3. "É do vazio que se formou a necessidade de existir. E do nada; formou-se tudo."  4. "Como uma semente que deu fruto; não houve nenhum ser ou coisa que a plantou, surgiu simplesmente."  5. "A clareza surgiu na minha mente; de um instante para o outro, mas isso era uma mera ilusão. A verdadeira clareza surge do trabalho árduo. Da disciplina inquestionável."  6. "Só a razão te libertará; só ela e com ela."  7. "Vós sois Deuses; portadores da centelha divina. Tudo está convosco e até disponibilizado a vós e nada vos faltará."  85. "(...) sabeis a verdade e a verdade vos libertará." – Clarius

### Práticas
- Meditação e introspecção;
- Disciplina pessoal e silêncio;
- Contemplação do cosmos;
- Ética pessoal e discernimento como desenvolvimento gradual da clareza interior.